# زون شکستگی

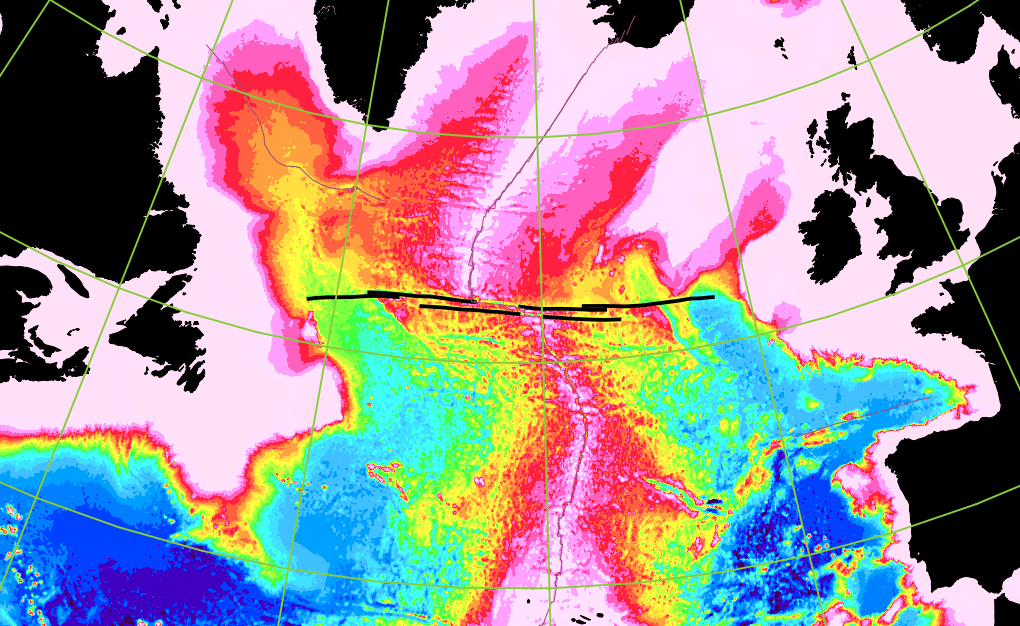
نقشه ژرفاسنجی اقیانوس اطلس شمالی وسعت کامل زون شکستگی چارلی-گیبز را نشان می‌دهد (خطوط سیاه افقی در مرکز تصویر).

زون شکستگی (انگلیسی: Fracture zone) یک عارضه خطی در کف اقیانوس است که اغلب صدها و حتی هزاران کیلومتر طول دارد و ناشی از انحراف و جابه‌جایی در بخش‌های محوری پشته میانی اقیانوس است. زون‌های شکستگی  نتیجه زمین‌ساخت صفحه‌ای هستند. صفحه‌های سنگ‌کره در دو طرف یک گسل ترادیس فعال در جهت مخالف حرکت می‌کنند و در این محل، فعالیت امتدادلغز روی می‌دهد. زون‌های شکستگی از گسل‌های ترادیس، دور از محور پشته‌های اقیانوسی و در مناطق غیرفعال لرزه‌ای گسترش می‌یابند (زیرا هر دو بخش صفحه در یک جهت حرکت می‌کنند). زون‌های شکستگی شواهدی از فعالیت‌های پیشین گسل ترادیس را در درجه اول در سنین مختلف پوسته در طرف‌های مخالف زون شکستگی نشان می‌دهند.